# 李經野
李经野（1855年—1943年）字莘夫，号曹南钝士，山东省曹县龚楼乡土地庙人（清朝为菏泽县扣地），清朝及中华民国政治人物。

## 生平
李经野出生于一个贫苦家庭，幼读私塾。清朝光绪五年（1879年）中举人。光绪九年（1883年）参加会试，中三甲九十一名进士；同年五月，著以主事分部学习。光绪十年（1884年）任户部主事。光绪二十四年六月（1898年），山东省办理股票，当局按田亩摊派，李经野认为“此乃扰民之法”，乃上奏，意见获光绪帝采纳，下令禁止此类行为。光绪三十二年（1906年）任户部贵州司员外郎，同年升任福建司郎中兼财政处提调内仓监督。光绪三十三年（1907年）被贬为廉州府知府。在廉州府任内，他清理积案，兴办学校，还集资兴建廉州西门桥，并亲自书写了“惠爱桥”匾额，悬挂在桥顶。廉州邮局当时由洋人控制，一位华籍员工工作失误，洋人本拟自行处置，但李经野三次去邮局交涉，要回了该华员，由中国自行处理，维护了国家的尊严。廉州府知府三年任满后，李经野调任湖北造币总厂总办，但他未就职，而是称病回乡。辛亥革命后，李经野一直在家闲居。1917年张勋复辟时期，他曾被任命为度支部右丞。
1936年，韩复榘亲自拜望李经野，并拟聘其孙子李序安任山东省教育厅厅长兼韩复榘的秘书，遭李经野谢绝。抗日战争期间，日本方面多次请他“主持地方”，均遭其拒绝。他在抗日战争期间多次掩护中国共产党干部。1938年3月，中共曹县工委委员、民运部长于子元到曹县东南开展工作，其间长期居住于李经野家。单县中共地下党负责人张彤光遭到隶属亲日政权的县长通缉，躲藏在李经野家，后经李经野疏通，终于令其脱险。1938年底，八路军115师344旅在代旅长杨得志的率领下向南行进，于旧历十一月二十七日在温楼遭国民党方面李文斋部曾立堂的阻挡，双方激战三个昼夜，344旅未能攻克温楼。后来，李经野促成双方达成了和平协议，使344旅得以顺利南下。侯集区区长赵殿科在抗日战争期间多次将李经野家作为联络点，他后来说，“李大人是清朝官员，晚年对共产党是有认识的，好多地下党员都得到他的帮助，其情难忘。”
1943年，李经野逝世。

## 逸事
李经野和徐继孺、姚舒密、陈继渔是好友，他们一起组织了曹南诗社，并将所作诗歌编为《唱和集》十二卷出版。由于战争，《曹南诗社传观稿》十卷未能出版。后来，李经野率弟子姜儒卿参与编修《曲阜县志》、《单县志》，并指导姜儒卿编著《汉儒学案》。李经野还爱好书法。